# Struga
Struga (Macedonisch: Струга, Albanees: Strugë) is een stad en gemeente in Noord-Macedonië. De stad heeft 35.509 inwoners (2004) en de gemeente heeft 63.376 inwoners (2002) en een oppervlakte van 469 km². De plaats ligt aan de noordoever van het meer van Ohrid.
Het is de op een na meest toeristische stad in Noord-Macedonië. In het centrum bevindt zich een rivier die Zwarte Drin heet. Deze begint bij het meer van Ohrid, een van de grootste meren in Europa. In de Zwarte Drin zijn veel vissoorten te vinden, zoals forel en paling.

## Geboren
- Veselin Vuković (1958), handballer
- Danijel Kajmakoski (1983), zanger
- Krste Velkoski (1988), Macedonisch voetballer
- Pajtim Kasami (1992), Zwitsers-Macedonisch voetballer

## Fotogalerij

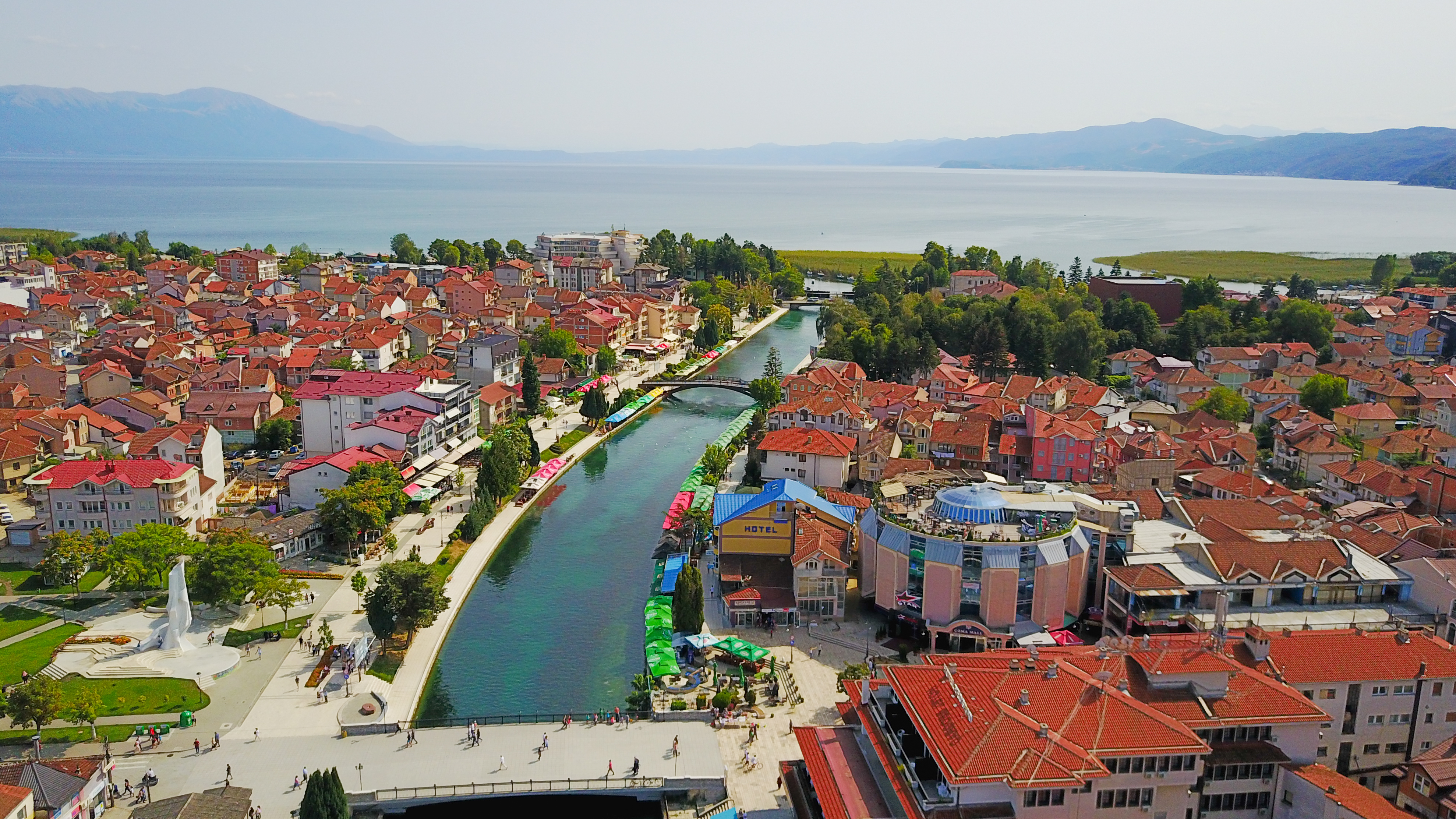
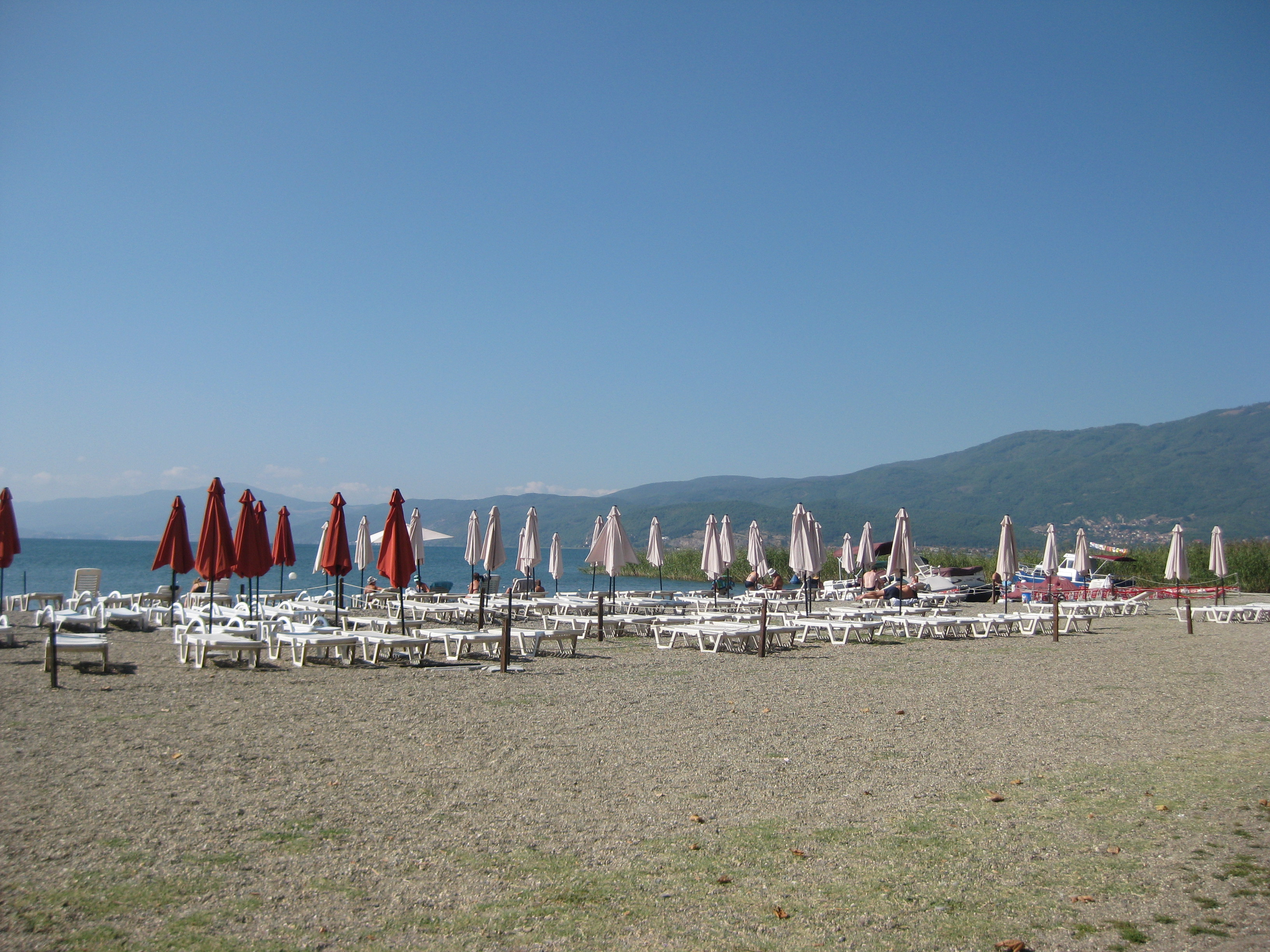
Het strand van Struga
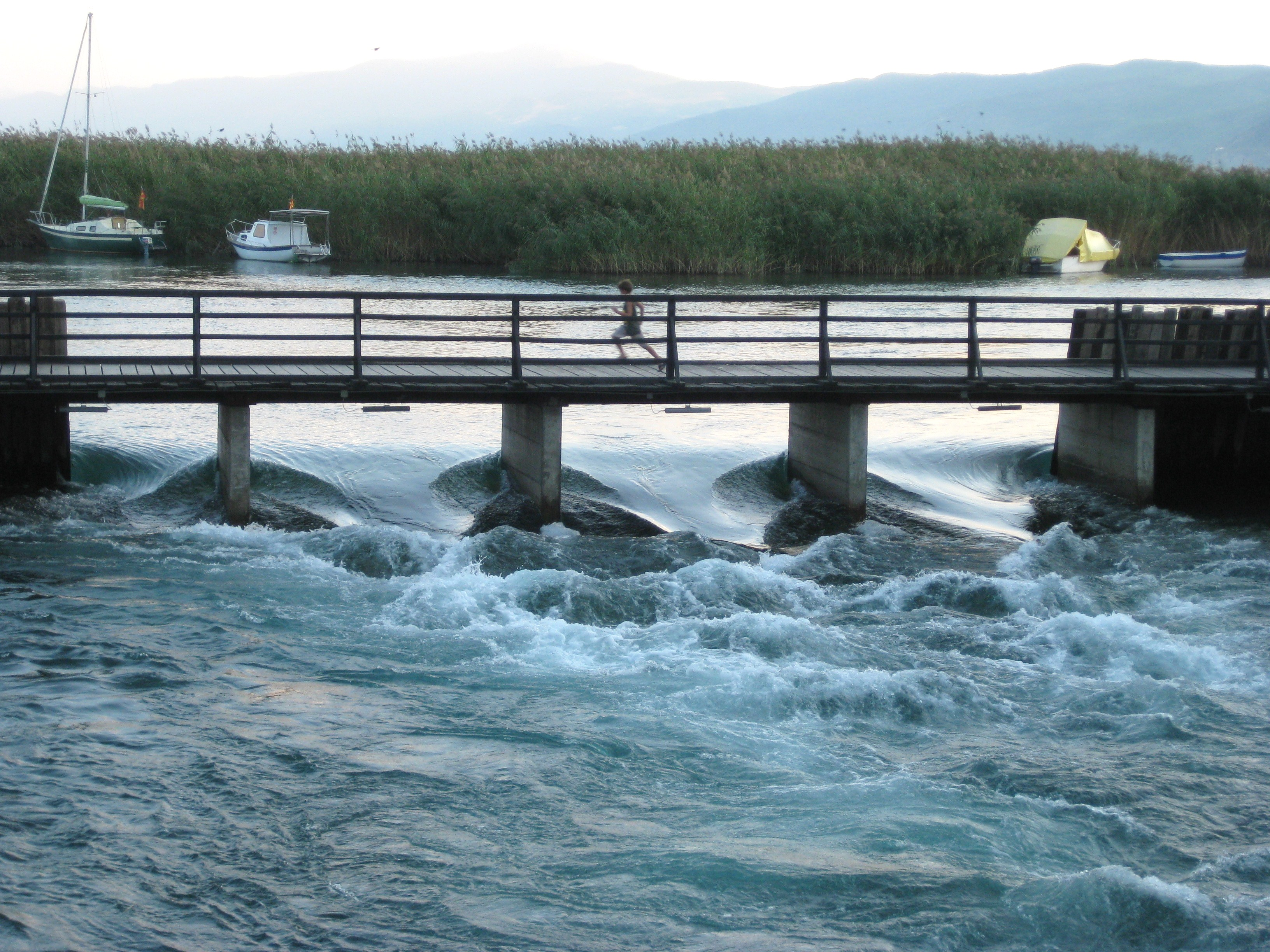
Zwarte Drin
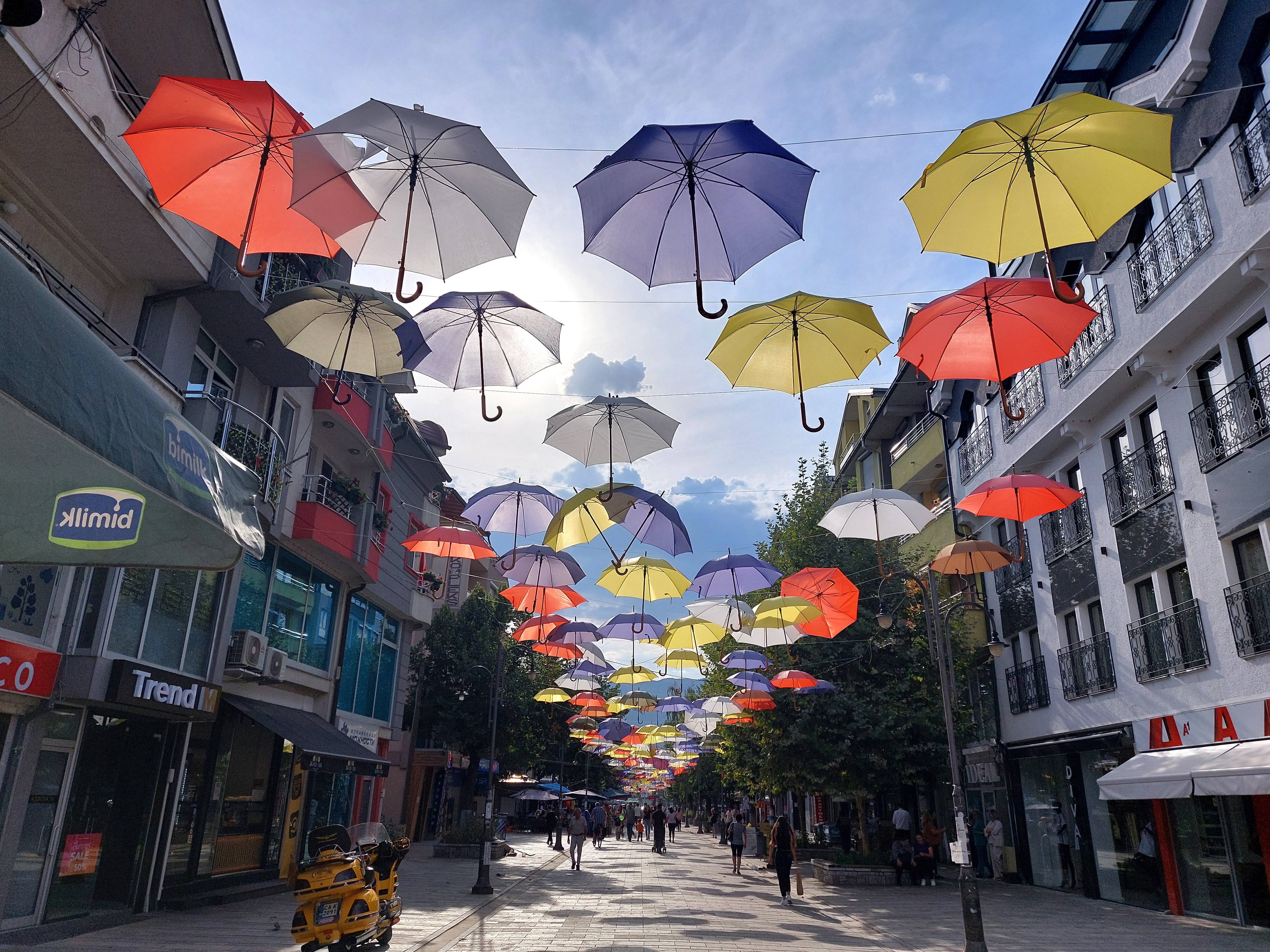
Maarschalk Titostraat